# شرطاق دو
شرطاق دو، روستایی در دهستان جهاد بخش گمبوعه شهرستان حمیدیه در استان خوزستان ایران است.

## جمعیت
بر پایه سرشماری عمومی نفوس و مسکن در سال ۱۳۹۵، جمعیت این روستا برابر با ۳۱۷ نفر (۶۸ خانوار) بوده است.